# Paradiestal (Oberfranken)
Das Paradiestal ist ein kleines, etwa 4,2 Kilometer langes linkes Seitental des Wiesenttals im Nördlichen Frankenjura. Es gehört größtenteils zur Gemeinde Stadelhofen, das südliche Ende zur Gemeinde Königsfeld, beide im Landkreis Bamberg in Bayern. Das Tal liegt im nördlichsten Teil der Fränkischen Alb und wird im südlichen Ausläufer von einem kurzen, etwa 400 Meter langen rechten Nebenarm der Wiesent durchflossen. Es ist unbewohnt und unbebaut und ist vor allem bei Wanderern und Kletterern beliebt. Es liegt vollständig im Naturpark Fränkische Schweiz-Veldensteiner Forst und gilt als eines der schönsten Täler der Fränkischen Schweiz.

## Geographie und Beschreibung

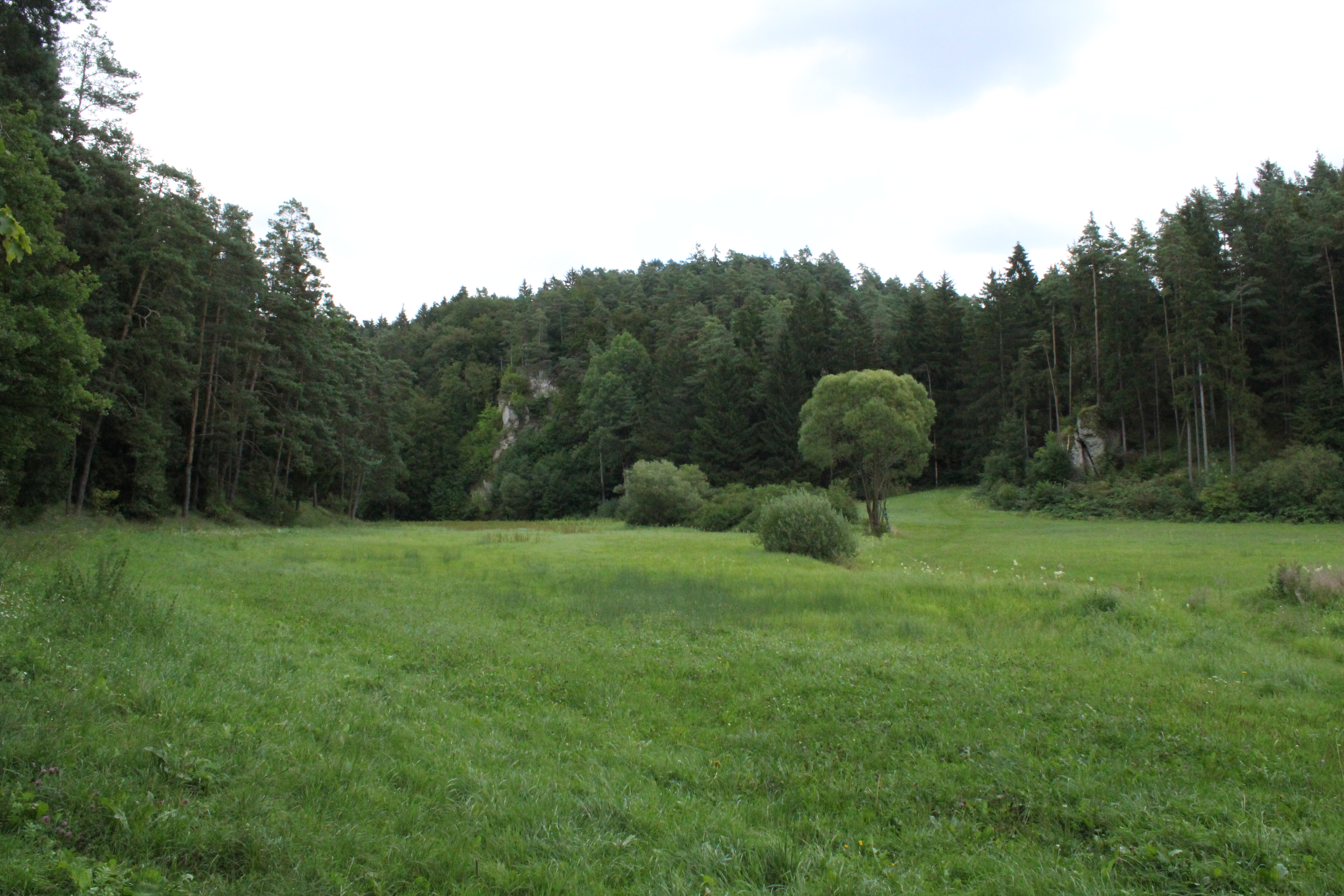
Blick über die Aue am südlichen Ende des Paradiestals. In der Mitte ist der Vordere Paradiestalwächter zu sehen

Das Paradiestal beginnt etwa 1,5 km südwestlich von Stadelhofen auf einer Höhe von etwa 445 M ü. NN, verläuft in Nord-Süd-Richtung und mündet nach ungefähr 4,2 km auf 421 M ü. NN in das Wiesenttal.
Zunächst verläuft das Tal relativ geradlinig mit einigen kleineren Biegungen über etwa 1,6 km von Nordnordwest in Südsüdost-Richtung. In diesem Talabschnitt befinden sich die Felsformationen Langerstein mit davorliegendem Regenrückhaltebecken, Hinterer Paradiestalwächter, Wüstenstein, Parasol und Zigeunerstube. Der Talverlauf beschreibt anschließend eine große S‑Kurve, bevor es erneut in Nord-Süd-Richtung verläuft. Etwa 1,4 km vor der Talmündung befindet sich das „Blaue Meer“ (49° 58′ 48,3″ N, 11° 11′ 23,6″ O), eine kleine, von einer Felswand begrenzte Karstquelle, die sich durch ihre türkisblaue Farbe auszeichnet.
Talabwärts befinden sich noch der Felsen Silberwand und die Nasenlöcherfelsen, hinter denen das Tal etwa 500 m weiter endet. Für weitere Informationen zu den Felsen siehe nachstehende Tabelle.

## Geologie
Das Paradiestal verläuft vollständig durch die Frankeldolomitschichten des Malm-δ. Da es sich um ein Trockental handelt, fließt durch das Paradiestal, wie durch andere Trockentäler der Frankenalb seit der letzten Eiszeit kein Gewässer mehr permanent. Der Talgrund ist von Sedimentgesteinen überlagert. Das Bayerische Landesamt für Umwelt stuft das Tal als allgemein geowissenschaftlich bedeutend und den geowissenschaftlichen Wert als wertvoll ein.

### Liste der Felsformationen im Paradiestal
Die Tabelle gibt einen Überblick über die markantesten Felsformationen im Paradiestal (nicht vollständig!). Die Reihenfolge entspricht der Lage der Objekte in Nord-Süd-Richtung des Tals.
| Name                        | Höhe (m) | Beschreibung | Koordinaten                                           | Weiterführende Kletterinformationen | Bild |
| --------------------------- | -------- | --- | ----------------------------------------------------- | ----------------------------------- | --- |
| Langerstein                 | 18       | Felsmassiv mit kugelförmiger Spitze im nördlichen Bereich und davor liegendem Regenrückhaltebecken | 49° 59′ 49,3″ N, 11° 10′ 52″ O                        |                                     | Der Langerstein am nördlichen Ende des Paradiestals |
| Predigtstuhl                | 2        | Felsenturm mit Gipfelkreuz; erinnert an eine Kanzel | 49° 59′ 39,1″ N, 11° 11′ 1,6″ O                       |                                     | Der Predigtstuhl im Paradiestal |
| Hinterer Paradiestalwächter | 13       | Dünne Felsnadel mit rundlichem, größerem Abschluss | 49° 59′ 36,7″ N, 11° 11′ 8,2″ O                       |                                     | Der Hintere Paradiestalwächter im Paradiestal |
| Gänsestube                  | 10       | Felswand mit drei kleinen Höhlen | 49° 59′ 36,1″ N , 11° 11′ 4,9″ O 49.993368 11.1847    |                                     | Die Gänsestube im Paradiestal |
| Wüstenstein                 | 28       | Massive Felswand mit senkrechter sowie teils überhängender bzw. einfallender Front und Plateauabschluss. Der Fels ist durch über 20 Kletterrouten erschlossen und bietet einen großen Panoramablick nach Wölkendorf, Gräfenhäusling und Wattendorf. Einer Sage zufolge soll sich auf dem Wüstenstein im Mittelalter eine Burg befunden haben. Am Fuße befindet sich eine kleine Höhle, in der, nach Erzählungen, die Stadelhofener in Kriegszeiten ihre Kirchenglocken versteckt haben sollen. Im Innersten der Höhle, die auch als Teufelsloch bezeichnet wird, soll einer anderen Sage nach der Teufel auf einem Goldschatz sitzen. | 49° 59′ 24,4″ N, 11° 11′ 15″ O                        |                                     | Der Wüstenstein im Paradiestal |
| Parasol                     | 3        | Pilzförmiger Felsenturm mit schmalem Schaft und ausladendem Kopf | 49° 59′ 22,4″ N, 11° 11′ 23,9″ O                      |                                     | Der Parasol im Wald östlich des Paradiestals |
| Zigeunerstube               | 10       | Höhle am Fuße eines Wulstigen Felsenturms mit teils überhängender Front, erschlossen durch 5 Kletterrouten | 49° 59′ 18,3″ N , 11° 11′ 11,5″ O 49.98841 11.18652   |                                     | Die Zigeunerstube im Paradiestal – fotografiert von der Spitze des Wüstenstein                                                                                       |
| Silberwand oder Gelbe Wand  | 15       | Große Felswand mit senkrechter bis stark Überhängender Vorderseite, erschlossen durch zwölf Kletterrouten | 49° 58′ 43,4″ N , 11° 11′ 22,7″ O 49.978727 11.189627 |                                     | Die Silberwand im Paradiestal |
| Dachstein oder Schildkröte  | 12       | Stark überhängiger Felssporn mit sechs Kletterrouten | 49° 58′ 39,9″ N, 11° 11′ 34,4″ O                      |                                     | Bild gesucht Die Wikipedia wünscht sich an dieser Stelle ein Bild vom hier behandelten Ort. Falls du dabei helfen möchtest, erklärt die Anleitung , wie das geht. BW |
| Lagerstein                  | 18       | Felsenturm mit senkrechter bis leicht überhängender Wand und einer Kletterroute | 49° 58′ 37,4″ N, 11° 11′ 45,4″ O                      |                                     | Der Lagerstein im Paradiestal |
| Nasenlöcherfelsen           | 22       | Stark zerklüftete Felswand mit senkrechter sowie teils überhängender und teils einfallender Vorderseite und sechs Kletterrouten | 49° 58′ 44,3″ N, 11° 11′ 24,4″ O                      |                                     | Der Nasenlöcherfelsen im Paradiestal |
| Vorderer Paradiestalwächter | 12       | Senkrechte Felswand am Wanderweg durch das Tal, erschlossen mit 9 Kletterrouten | 49° 58′ 28,6″ N, 11° 11′ 38,2″ O                      |                                     | Der Vordere Paradiestalwächter im südlichen Bereich des Paradiestals                                                                                                 |

## Flora und Fauna

### Flora
Das Paradiestal weist eine vielfältige Vegetation auf. Der Talgrund ist waldfrei und von Wiesen und Trockenrasen überzogen. Die Hänge sind von Laub-, Nadel- und Mischwäldern bewachsen, mit einigen freien Flächen, die von Trockenrasen oder Wacholderheiden überzogen sind. In den Wäldern finden sich große Vorkommen von Speisepilzen wie Steinpilzen, Pfifferlingen und Krause Glucken. An den Waldrändern wächst u. a. der Seidelbast. Auf den offenen Flächen finden sich unter anderem Klee, Wiesensalbei, Hahnenfuß, Grasnelken, Wilden Möhren und Wald-Erdbeeren.

### Fauna
Die Tierwelt im Paradiestal unterscheidet sich nicht wesentlich von der anderer Waldstücke in Oberfranken. So gibt es von Insekten und Wirbeltieren über Kleinsäuger bis hin zu Singvögeln wie dem Pirol oder Kuckuck, Greifvögeln und größeren Säugetieren wie Rot- und Schwarzwild zahlreiche Arten.

## Besiedlung, Bevölkerung

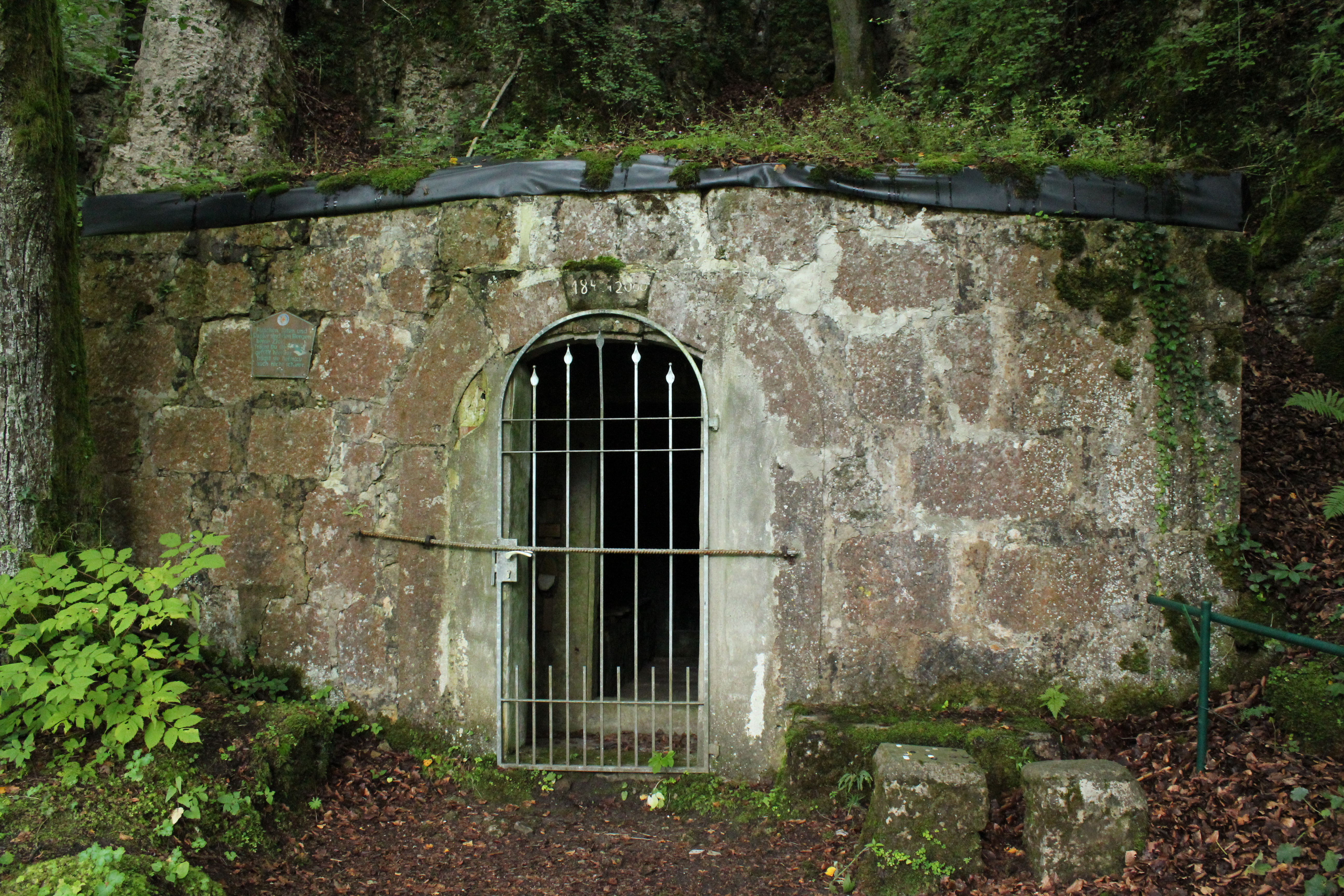
Felsenkeller einer ehemaligen Stadelhofener Brauerei im Paradiestal

Das Paradiestal ist heute unbewohnt und weist bis auf einen Felsenkeller am Wüstenstein keine Bauwerke auf. Der Felsenkeller diente von 1848 bis 1920 der Brauerei Schrenker in Stadelhofen als Eis- und Bierkeller und wurde zur Jahrtausendwende im Auftrag des Bruders des einstigen Brauereibesitzers saniert. Die Halbhöhle Zigeunerstube gilt als vorgeschichtlicher Siedlungsplatz.

## Erschließung, Infrastruktur und Tourismus
Das Paradiestal ist von Norden und Süden gut erreichbar. Der Einstieg am nördlichen Ende ist von zwei Wanderparkplätzen südlich von Wölkendorf möglich, der südliche von einem Wanderparkplatz an der Bundesstraße 22, unweit von Treunitz. Durch das Tal führt ein ausgeschilderter Wanderweg mit zahlreichen optional begehbaren Abzweigungen und Schleifen. Im Winter werden im Tal gespurte Langlaufloipen angelegt. Je nach Jahreszeit gilt das Tal als beliebtes Ziel für Wanderer, Pilzsammler, Kletterer und Skilangläufer.